# فرودگاه جوهو
فرودگاه جوهو (به انگلیسی: Juhu Aerodrome) (به زبان بومی: जुहू विमानतळ) یک فرودگاه همگانی است که یک باند فرود سنگفرش دارد و طول باند آن ۱۱۴۳ متر است. این فرودگاه در شهر بمبئی کشور هند قرار دارد و در ارتفاع ۴ متری از سطح دریا واقع شده است.